# Поллайоло, Пьеро дель
Пьеро дель Поллайоло (итал. Piero del Pollaiolo) или Пьеро ди Якопо де Бенчи (итал. Piero Benci, Piero di Jacopo de Benci ; 1443[…], Флоренция — 1496[…], Рим) — итальянский живописец, скульптор, гравёр и ювелир эпохи Возрождения периода кватроченто флорентийской школы. Младший брат художника Антонио дель Поллайоло.

## Биография
Пьеро дель Поллайоло родился в начале 1440-х годов во Флоренции; он был младшим братом более известного Антонио дель Поллайоло и всегда находился в тени последнего, настолько, что свод его произведений не совсем ясен, и до настоящего времени авторство двух братьев и их доля в написании отдельных картин (они часто трдились совместно) трудно определима.
Джорджо Вазари называет Пьеро учеником Андреа дель Кастаньо, но это опровергается хронологией творчества обоих, более вероятно ученичество Пьеро дель Поллайоло у своего брата или у Алессио Бальдовинетти.
Старшему из братьев историки искусства приписывают створчатый алтарь, изображающий битвы Геркулеса с Антеем и Лернейской гидрой (Уффици, Флоренция), младшему Пьеро — картину «Аполлон и Дафна» (Лондонская национальная галерея), «Благовещение» и «Портрет молодого человека» (Старый музей, Берлин). Первым важным заказом для Пьеро дель Поллайоло стала роспись Капеллы кардинала Португальского в церкви Сан-Миниато-аль-Монте во Флоренции. Из документов следует, что работы выполнял Пьеро, а Антонио изначально был указан в качестве поручителя младшего брата. Для капеллы Пьеро, вероятно, создал алтарный образ со святыми Винсентом, Иаковом и Евстафием, который теперь находится в Уффици и был заменен на месте копией, а также фреску с двумя ангелами, держащими занавес, на стене за панелью. Возможно, центральная фигура Святого Иакова с её яркими линиями и густой цветной драпировкой — работа Антонио. Однако основная часть, как считает большинство исследователей, выполнена Алессио Бальдовинетти и представляет собой выдающееся произведение флорентийского кватроченто.
Благодаря этим работам летом 1469 года Пьеро получил заказ от Трибунале делла Мерканция (Торгового суда во Флоренции) на алтарную картину с изображением аллегорической фигуры Милосердия, которая теперь также находится в галерее Уффици. Это вышло настолько удачно, что Пьеро получил заказ на целый цикл из семи фигур добродетелей (эту работу должен был получить Андреа Верроккьо).
Лоренцо Медичи Великолепный заказал художнику «Портрет Галеаццо Марии Сфорца» (также находится в Уффици).
Шедевр Пьеро «Мученичество Святого Себастьяна» находится в Национальной галерее в Лондоне. Он был написан в 1475 году для алтаря капеллы Сан-Себастьяно, принадлежавшей семье Пуччи в базилике Сантиссима-Аннунциата, также во Флоренции. К тому же периоду (1470—1480) относится панель с Аполлоном и Дафной, также находящаяся в Национальной галерее в Лондоне.
Последнее упоминание о художнике датировано 18 ноября 1485 года: Пьеро получает оплату за неустановленную картину. Его брат Антонио, диктуя своё завещание в ноябре 1496 года, упоминает о нём как о человеке, умершем некоторое время назад. Считается, что Пьеро дель Поллайоло скончался в Риме в 1496 году. Похоронен в церкви Сан-Пьетро-ин-Винколи в Риме вместе с братом, в церкви братьям воздвигнут памятник.
Творчество Поллайоло многообразно. Братьям Поллайоло приписывают серию женских профильных портретов (Берлин, Государственные музеи; Нью-Йорк, Метрополитен-музей; Флоренция, Уффици; Бостон, Музей Изабеллы Стюарт Гарднер), самый известный из которых, «Портрет женщины в профиль» из музея Польди-Пеццоли в Милане, приписывается Антонио (но не с абсолютной уверенностью.
Интерес к пластической анатомии человека был в то время во Флоренции настолько велик, что братья Поллайоло сами проводили вскрытия, чтобы улучшить свои знания в этой области. Известны их анатомические рисунки. Братья Поллайоло освоили гравирование на меди, чеканку медалей, технику прозрачной эмали по металлу, литьё из бронзы, создавали надгробия римских пап и многое другое.

## Галерея

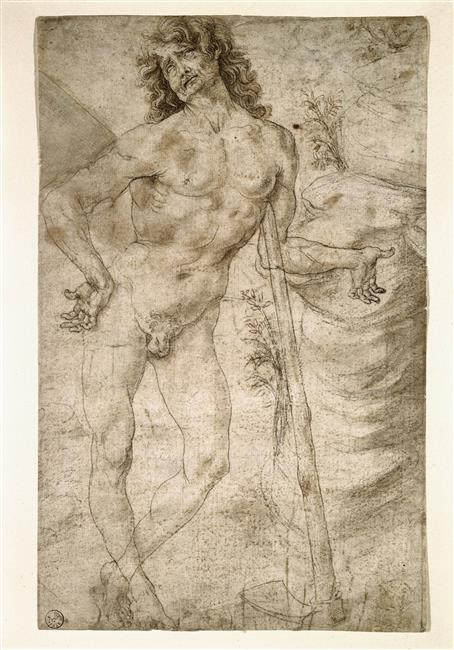
Адам. Бумага, карандаш, перо, тушь. Уффици, Флоренция
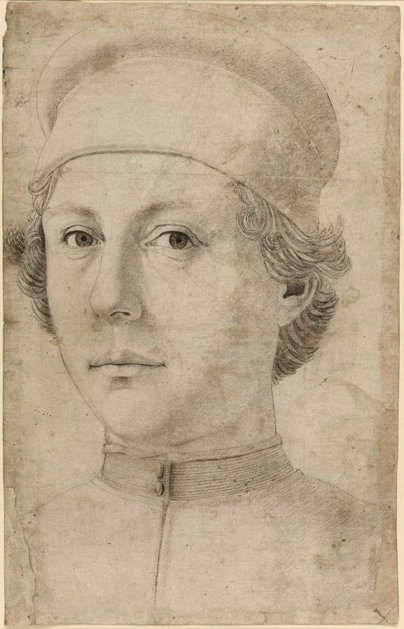
Портрет молодого человека. Ок. 1470. Бумага, уголь, перо, тушь. Центр Гетти, Калифорния, США
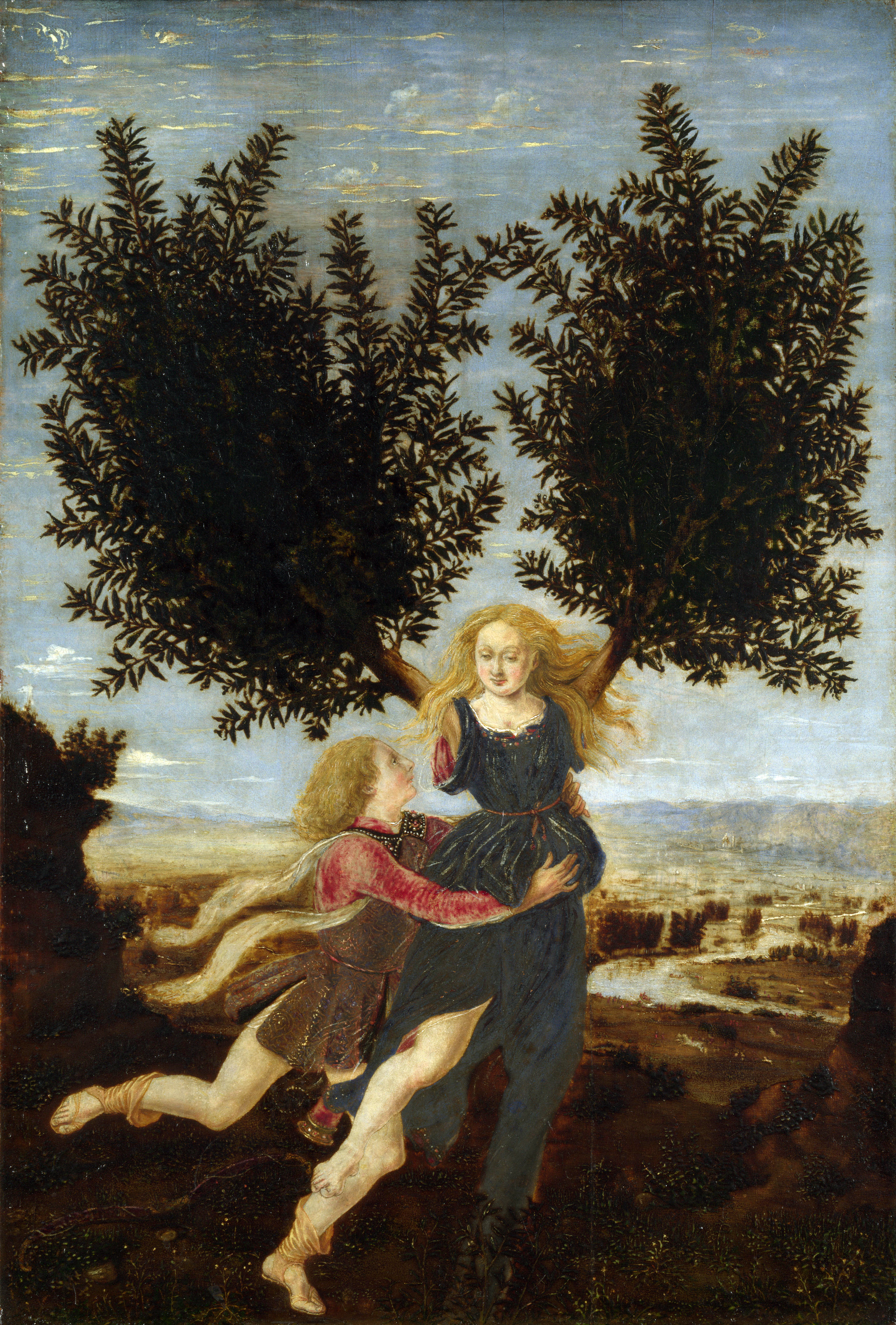
Аполлон и Дафна. До 1470. Национальная галерея, Лондон
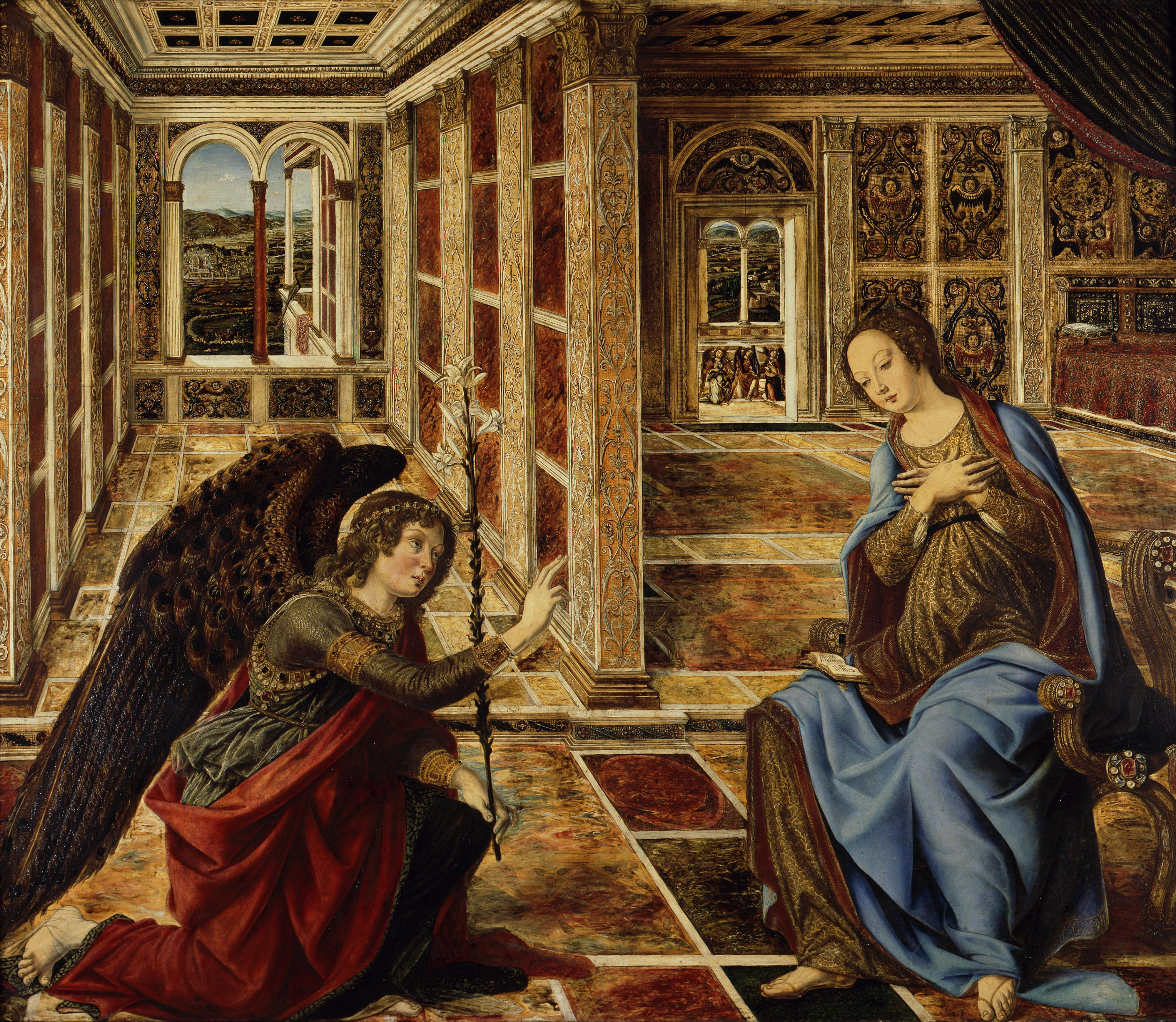
Благовещение. Между 1450 и 1490. Дерево, масло. Берлинская картинная галерея
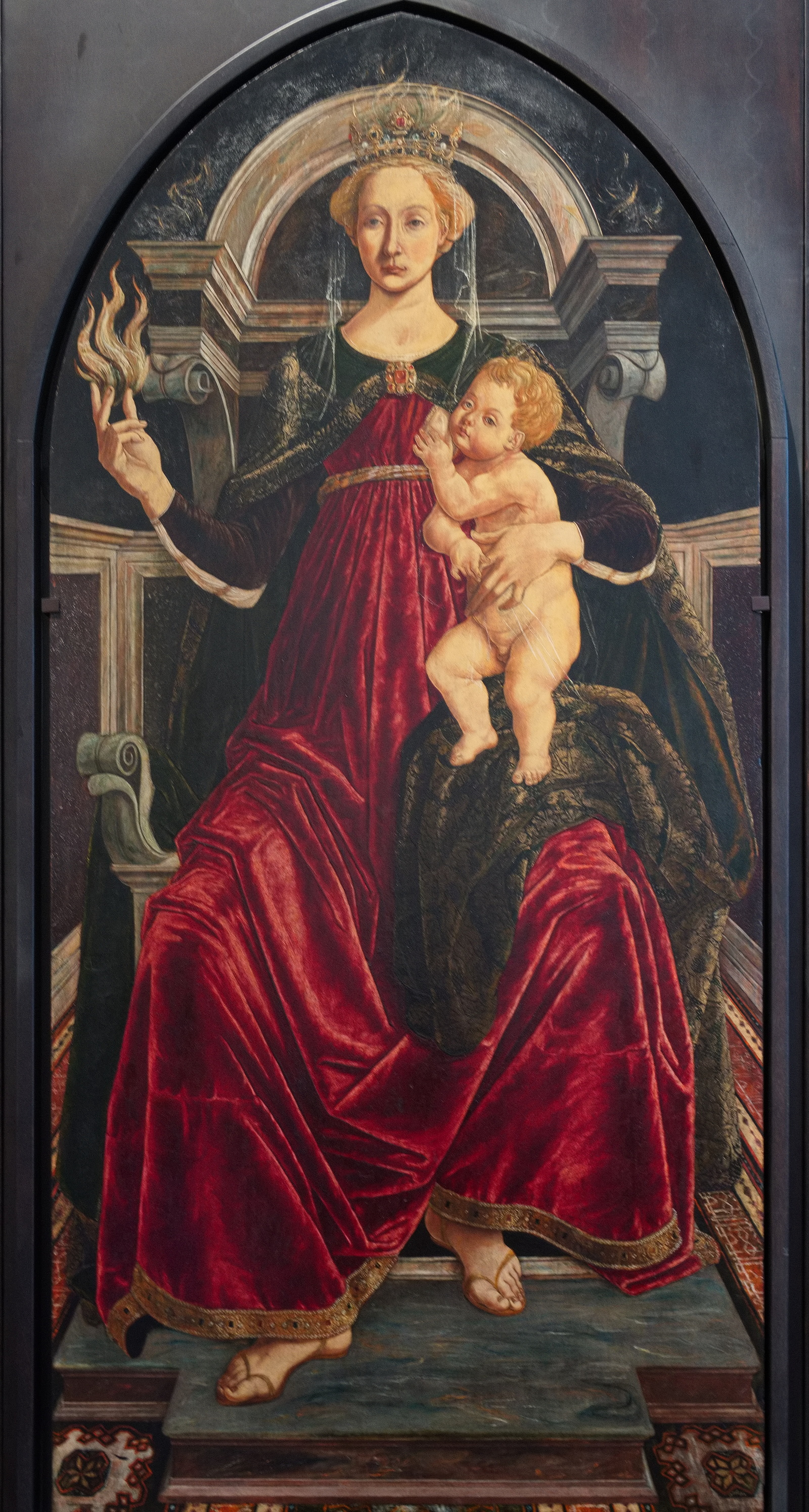
Милосердие (Благотворительность). Из серии «Семь добродетелей». Между 1469 и 1470. Дерево, темпера. Уффици, Флоренция
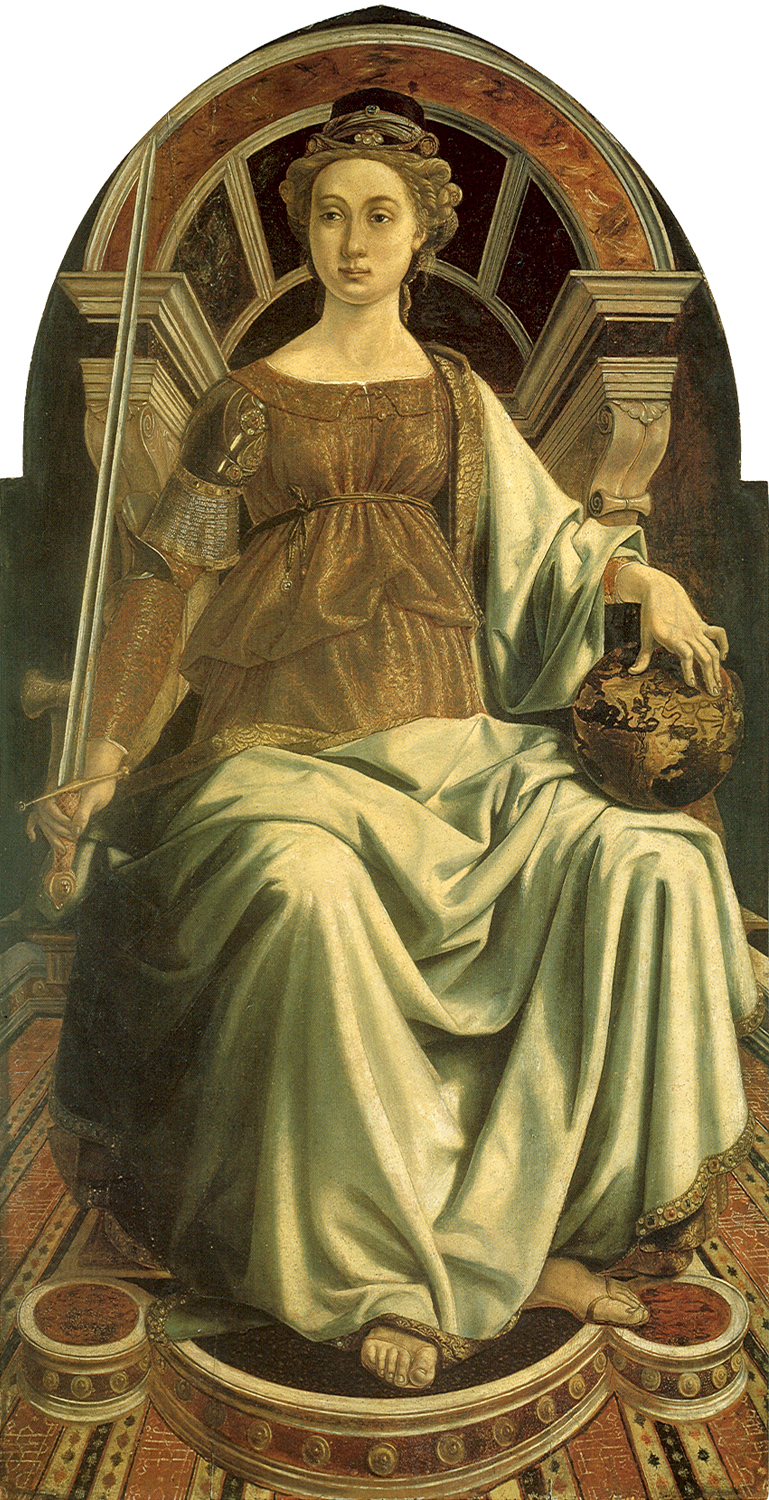
Юстиция. Из серии «Семь добродетелей». Между 1469 и 1470. Дерево, темпера. Уффици, Флоренция
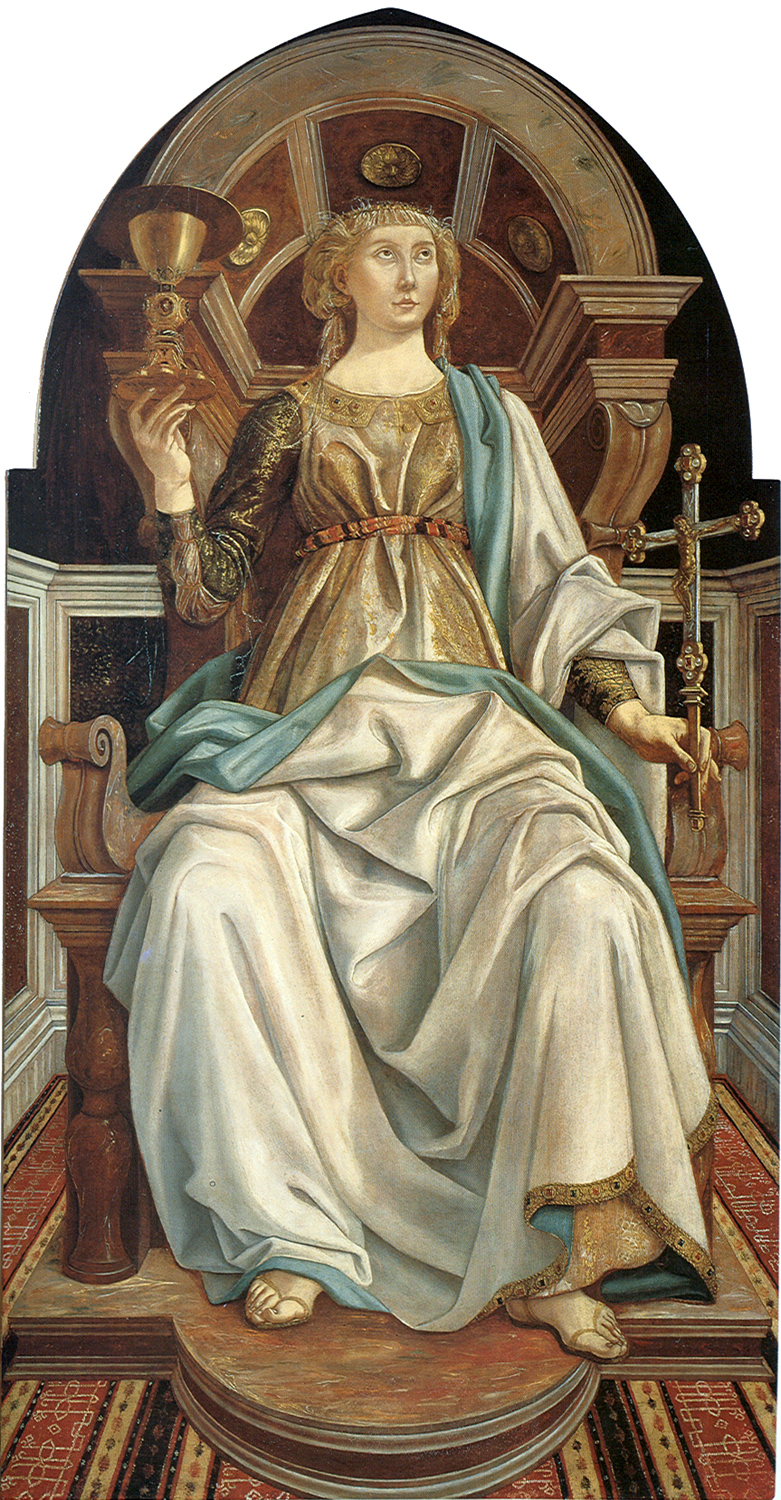
Вера. Из серии «Семь добродетелей». Между 1469 и 1470. Дерево, темпера. Уффици, Флоренция
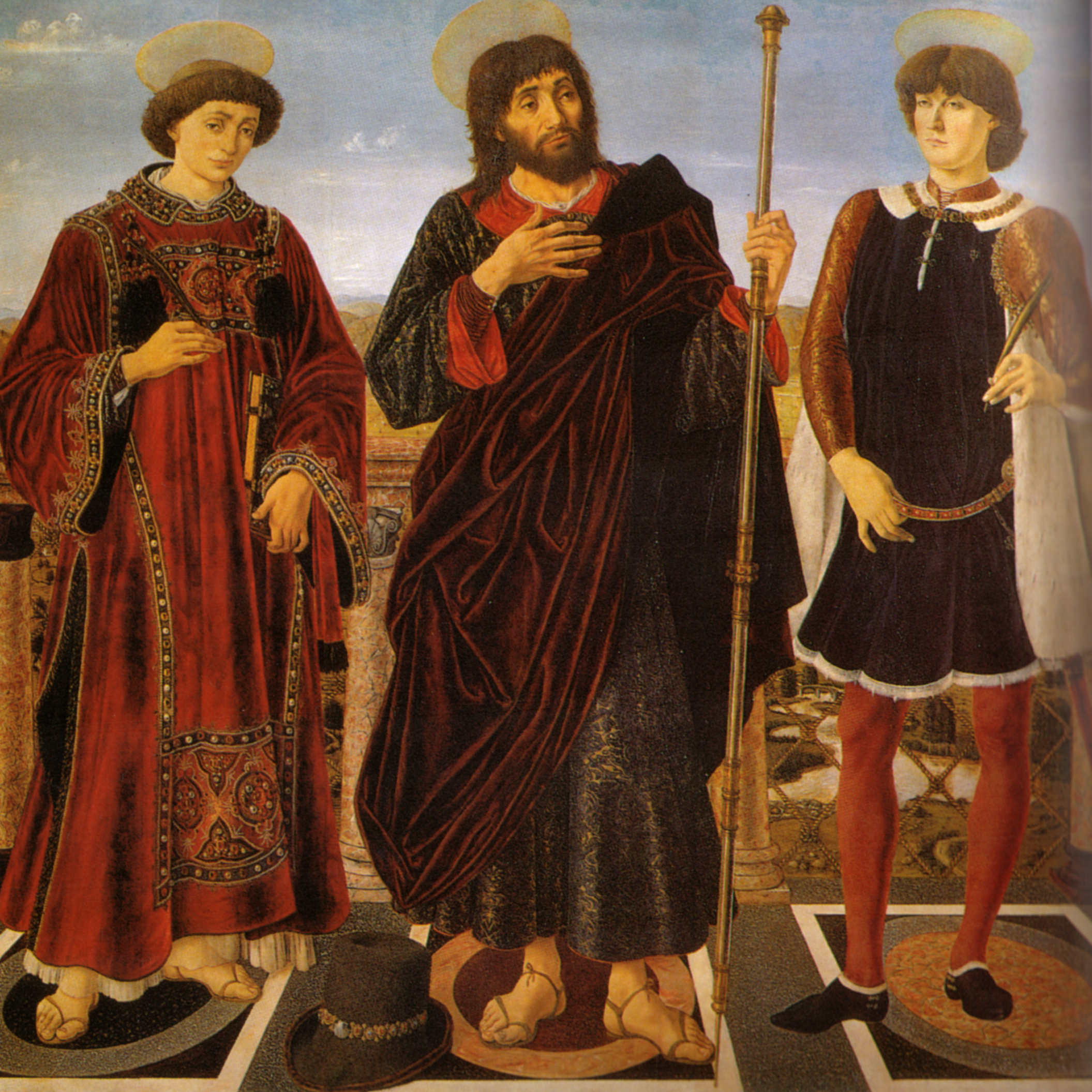
Антонио и Пьеро Поллайоло. Святые Винсент, Иаков и Евстафий. Алтарь Капеллы кардинала Португальского. Между 1466 и 1468. Дерево, масло. Уффици, Флоренция
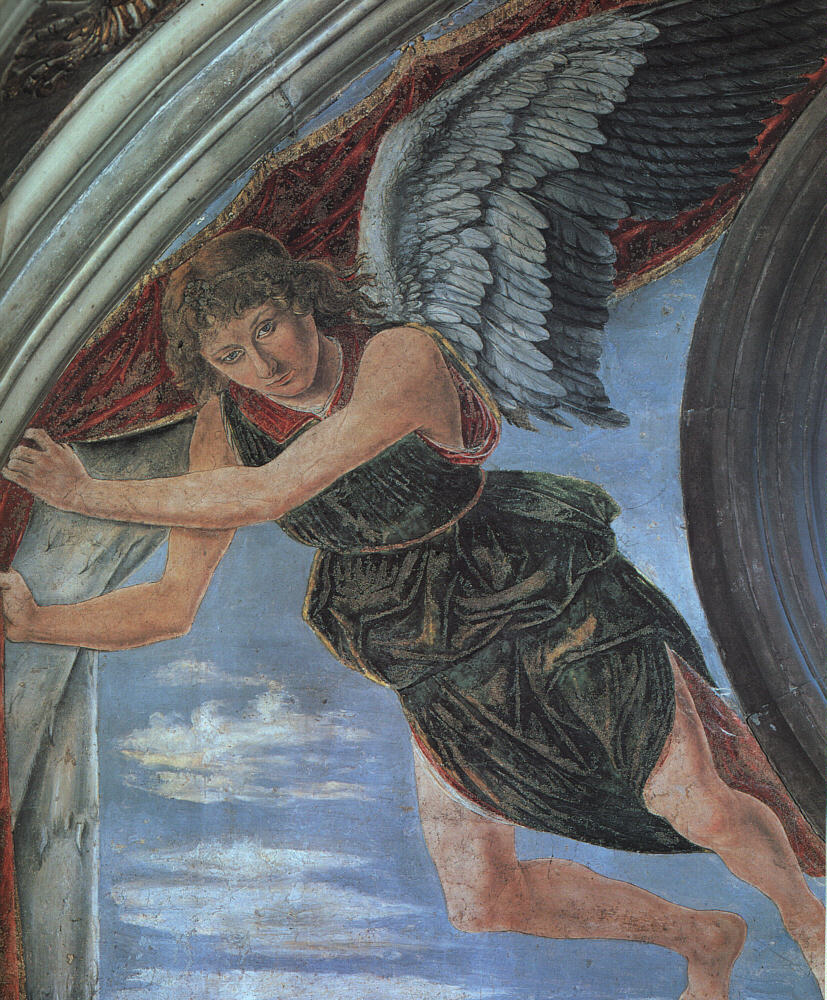
Ангел, держащий занавес. Деталь фрески алтарной стены капеллы кардинала Португальского
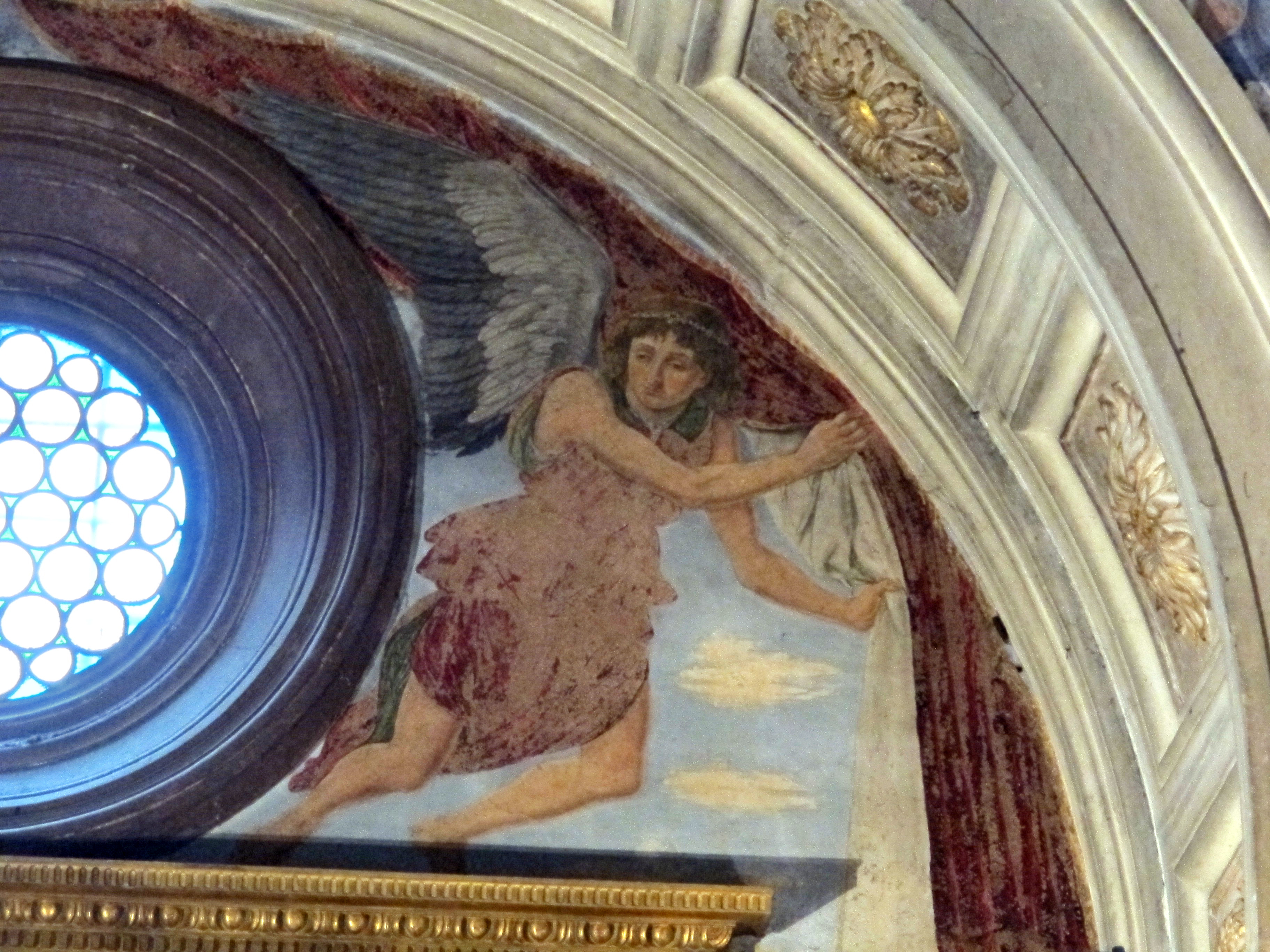
Фигура второго ангела
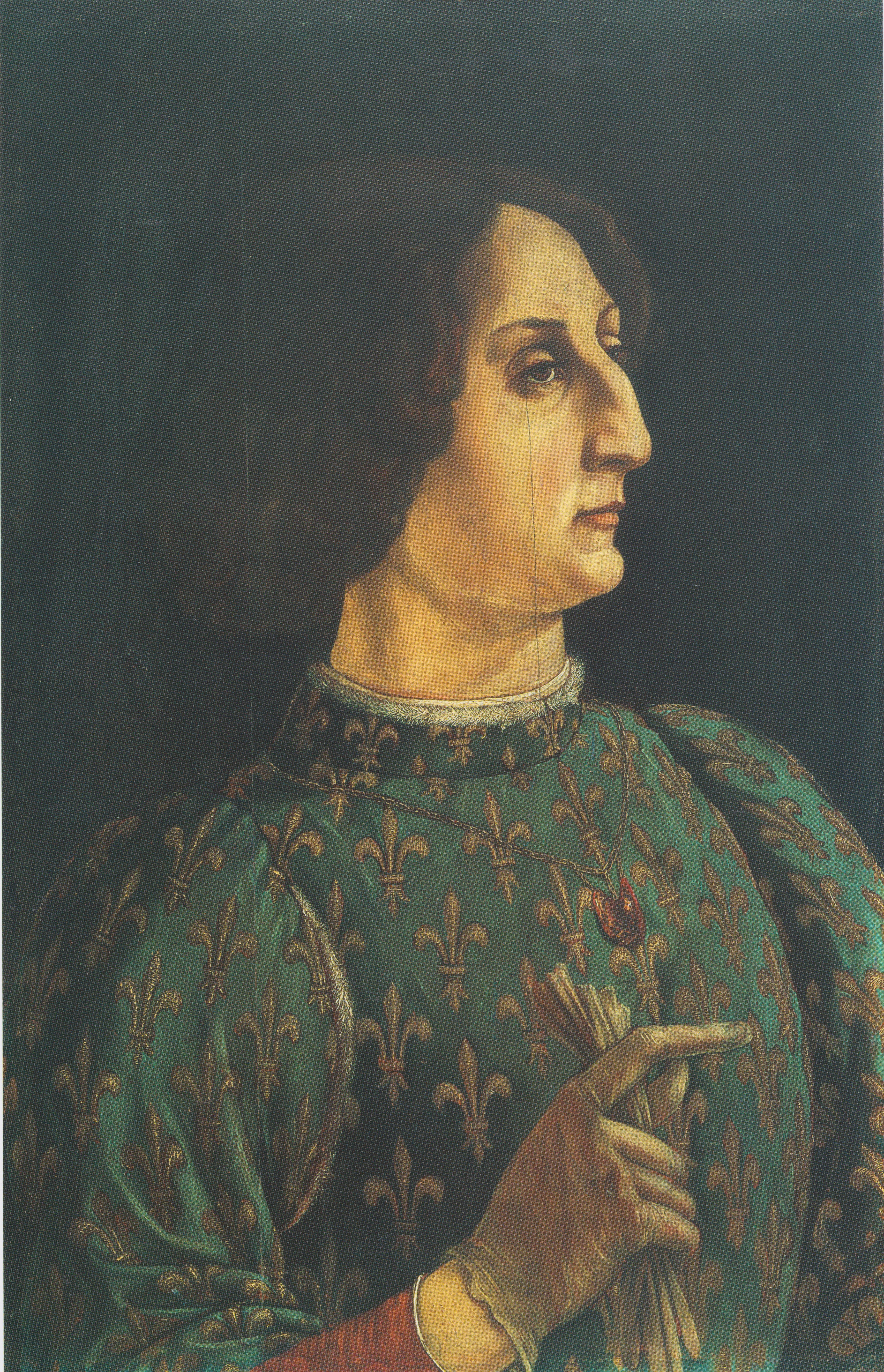
Портрет Галеаццо Мария Сфорца. Ок. 1471. Дерево, темпера. Уффици, Флоренция
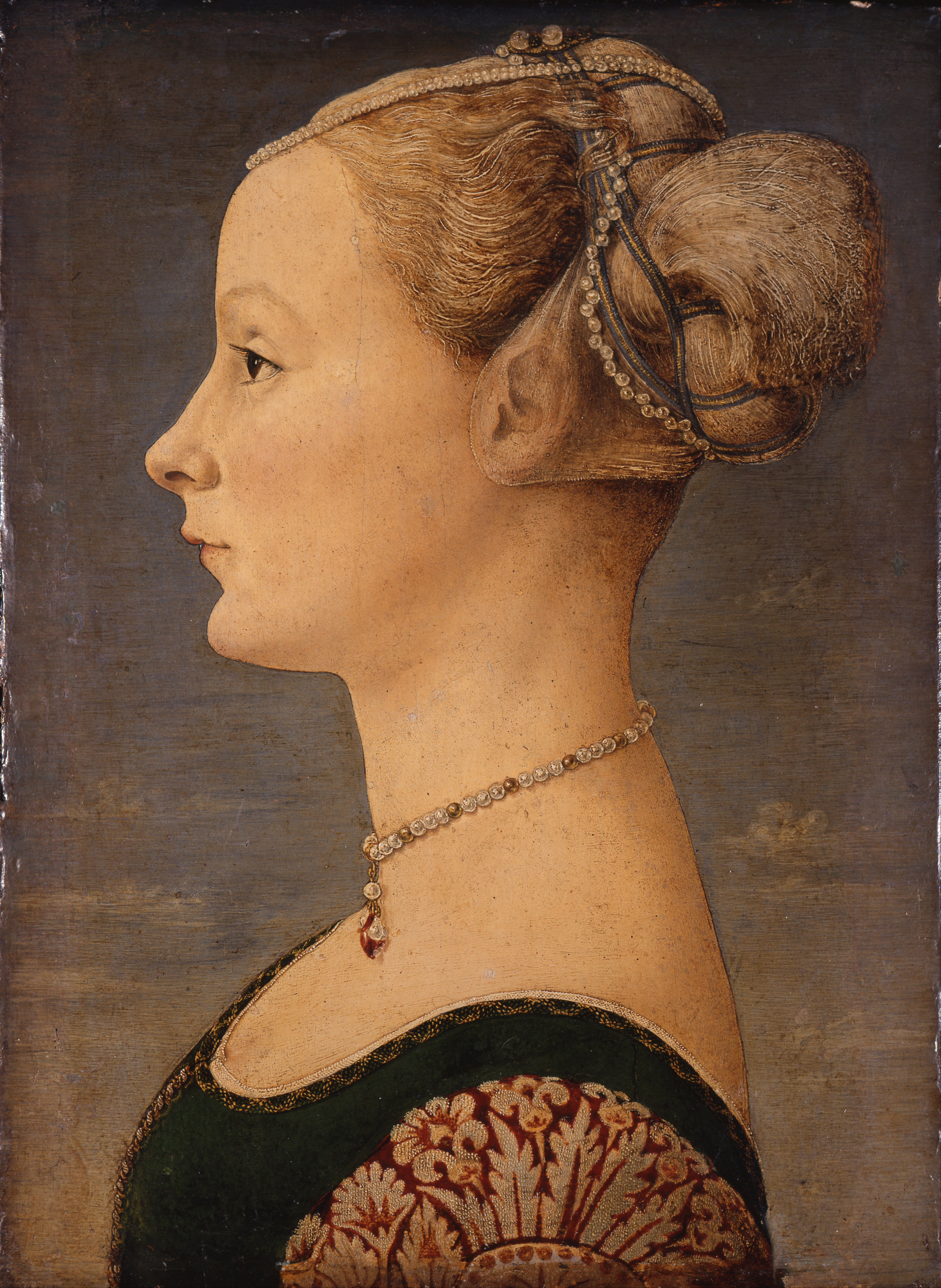
Женский портрет. Ок. 1470. Дерево, темпера, масло. Музей Польди-Пеццоли, Милан
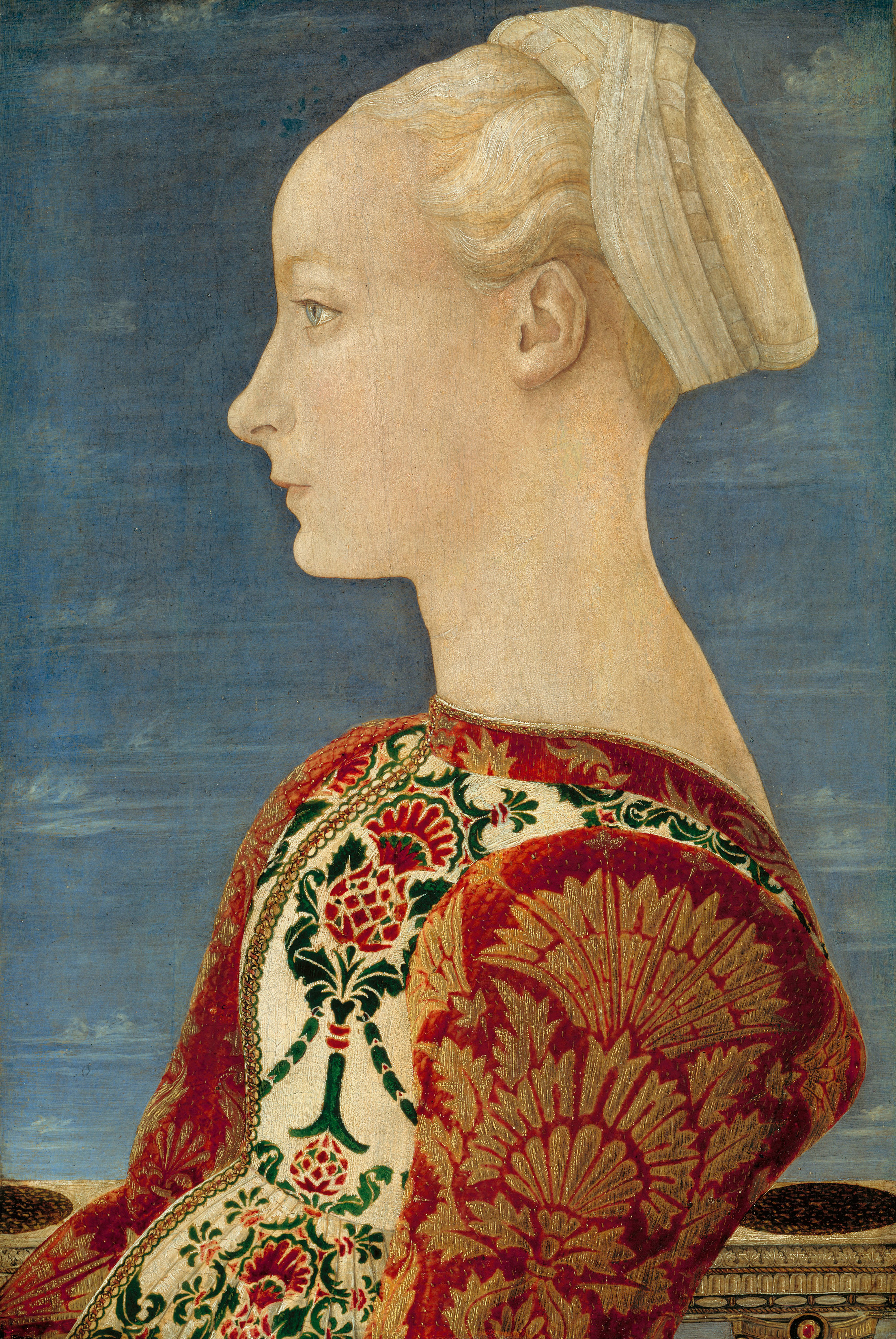
Портрет молодой женщины. Ок. 1465. Дерево, масло. Берлинская картинная галерея